# Kántor Géza
Kántor Géza (Inke, 1877. március 7. – Monor, 1925. június 30.) magyar haditengerész altiszt, emlékiratíró, postamester.
Matrózként részt vett 1900-ban a kínai bokszerlázadás leverésében, a Peitang erőd ostrománál súlyos sebesülést szerzett. Emiatt katonai pályáját feladva postamester lett Németbólyban, majd haláláig Monoron.

## Élete
Szülei Kántor János református kántortanító és Farkas Erzsébet.
1892-ben Kaposmérőről jelentkezett Pólába a Császári és Királyi Haditengerészet Sebenicóban működő hajóinas-iskolájába, amelyet 1895-ben I. osztályú matrózként fejezett be.
A haditengerészet tényleges állományába való belépése után a Saida korvett fedélzetére osztották be, amely 1895-97 között világ körüli utat járt be. A dél-amerikai kontinenst, Japánt és Kínát érintő, 33 000 tengeri mérföldes utazás 543 napig tartott. 
Hazatérése után, 1897-ben részt vett a Viktória brit királynő uralkodásának 60. évfordulója alkalmából rendezett flottafelvonuláson, az SMS Wien partvédő páncélos fedélzetén. Kántor Géza mindkét utazásról naplójegyzeteket készített, amelyeket leszármazottai megőriztek. 
1900. június 23.-án az SMS Kaiserin und Königin Maria Theresia páncélos cirkálóval Kínába vezényelték a bokszerlázadás megfékezésére összeállított nyolcnemzeti haderő tagjaként. Augusztusban részt vett Peking elfoglalásában.1900. szeptember 20-án a Peitang erőd körüli harcokban súlyos, maradandó sérüléseket szerzett egy felrobbanó aknától, mely Papp Lajos tengerészkadétot megölte, és több osztrák-magyar haditengerészt megsebesített. Felgyógyulását és hazatérését követően,1901 februárjában leszerelt a cs. és kir. haditengerészettől. A harcokban való részvételéért megkapta a Hadiérmet. 
Leszerelése után postamesterként helyezkedett el Németbólyon. Munkája mellett a németbólyi kölcsönös segélyzőegylet, a „Németbólyer gegenseitiger Aushilfsverein als Genossenschaft” felügyelőbizottságának tagja volt. Nevéhez fűződik a Németbóly környékbeli telefonhálózat kiépítése 1912-ben.
A harcokban mutatott teljesítménye elismeréséül 1902-ben megkapta az orosz Szent György Kereszt IV. osztályát. Az orosz cártól kapott kitüntetést az I. világháború kitörését követően, 1914-ben az uralkodó katonai irodáján keresztül visszaküldte, mivel hite szerint a császár hithű alattvalója ellenséges hatalom kitüntetését nem viselheti. A császár első szárnysegédje, Paar gróf nyílt levélben méltatta, kiemelve királyhűségét és hazafias érzületére valló tettét.

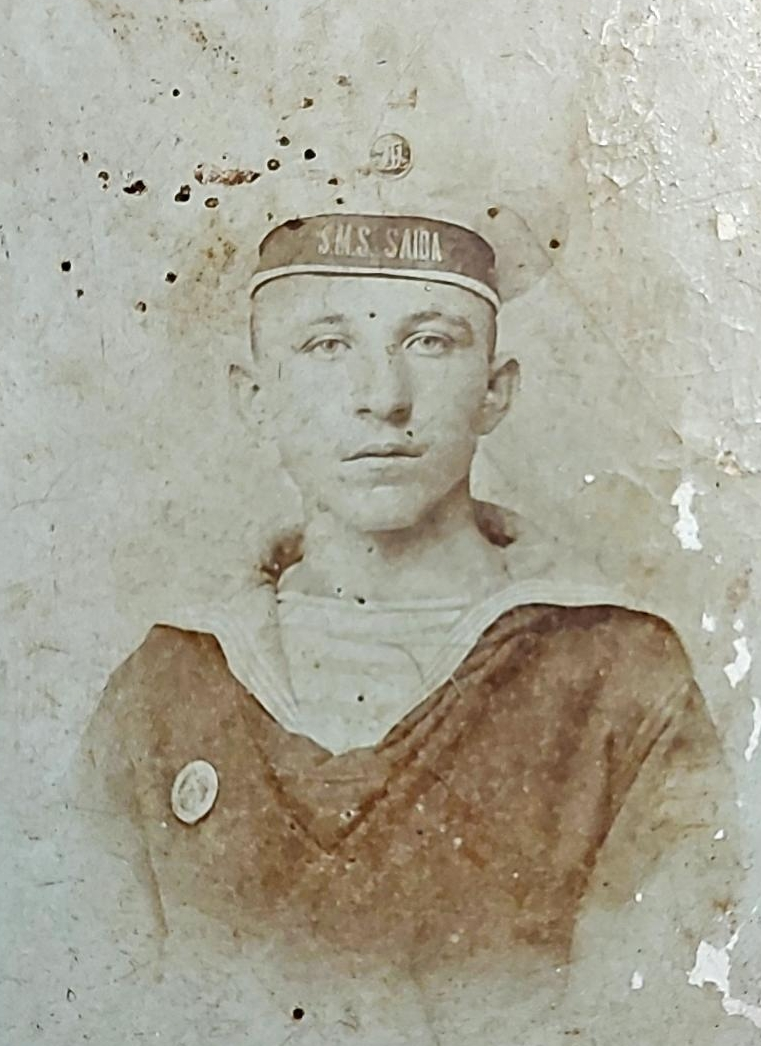
Kántor Géza az SMS Saida matrózaként

1904. január 9-én házasságot kötött Hrubán Irmával, Hrubán Ferenc püspöki uradalmi főkertész leányával Dantován (ma: Dávod, Bács-Kiskun vármegye). Gyermekeik: Géza (1904 ✝), Sándor (1906), Mária (Irma, 1907), Géza (1908), Erzsébet (1909), István (1912). Gyula (1914 ✝) Tibor (1915).
1912-ben Monoron lett postamester. A monori Magyar Királyi Állami Polgári Fiú és Leány Iskolában az intézet anyagi ügyeinek felügyeletét és ellenőrzését ellátó gondnokság tagja volt.
1925. június 30-án hunyt el Monoron, a Farkasréti temetőben nyugszik.
Az életét bemutató kötet, amely az 1895-97 folyamán vezetett úti jegyzeteit is tartalmazza, 2024-ben jelent meg a Vasi k.u.k. Matrózok Alapítvány gondozásában.

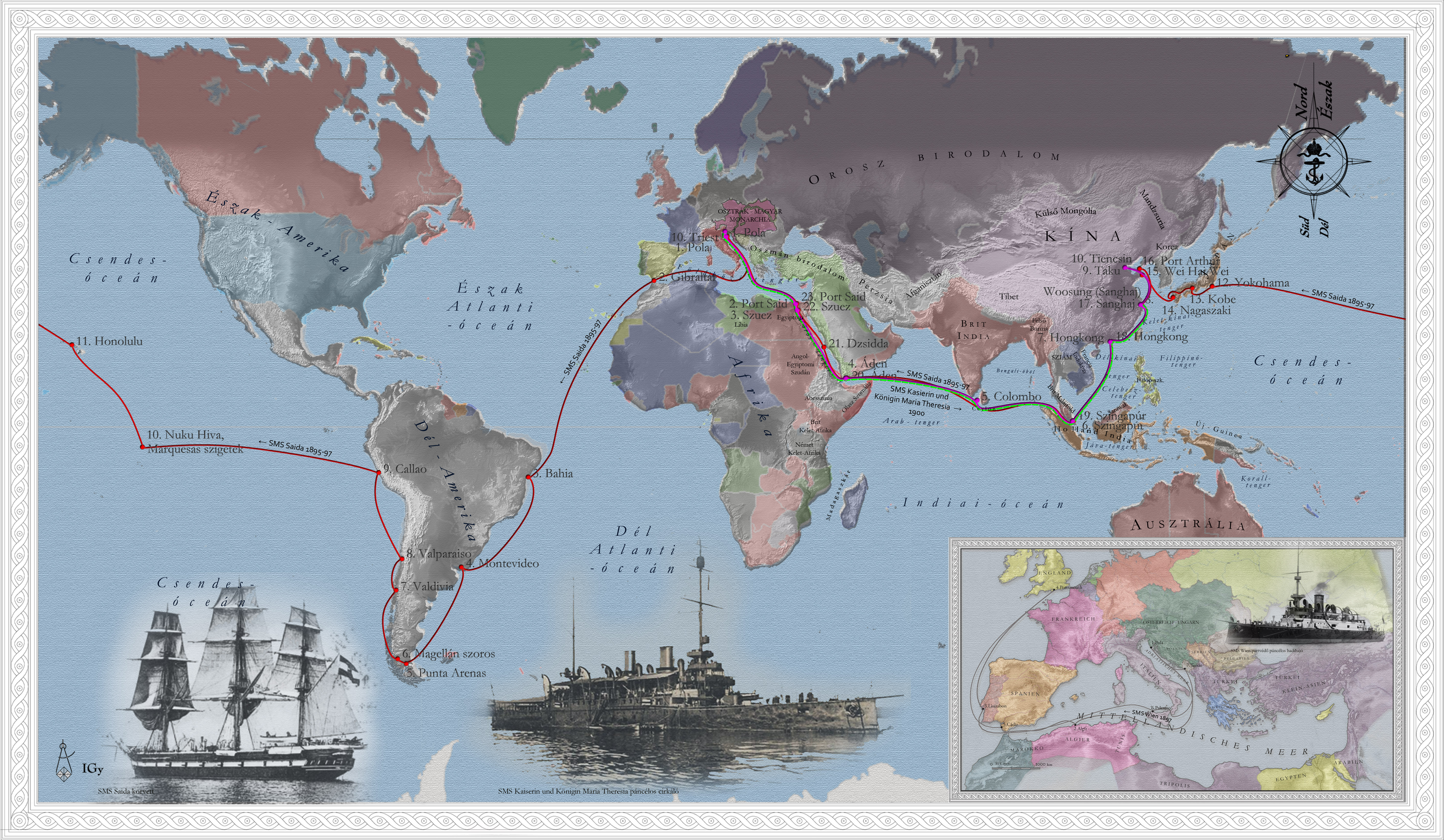
Kántor Géza tengeri útjainak térképe